# Ulises de la Cruz
Ulises de la Cruz   (Província de Carchi, 8 de febrer de 1974) és un exfutbolista equatorià de la dècada de 2000.
Fou 101 cops internacional amb la selecció de l'Equador amb la qual participà en els Mundials de 2002 i 2006.
Pel que fa a clubs, defensà els colors de Deportivo Quito, Barcelona S.C., Aucas, Cruzeiro, Hibernian FC, Aston Villa FC, Reading FC i Birmingham City FC.
A les eleccions generals de 2013 fou escollit membre de l'Assemblea Nacional per la província de Carchi.